# Aspen
Aspen es un municipio autónomo y capital del condado (o centro administrativo) más poblado del condado de Pitkin (Colorado). En el censo de los Estados Unidos de 2020, Aspen contaba con una población de 7004 habitantes. Aspen se encuentra en un área remota de la cordillera Sawatch y las montañas Elk de las montañas Rocosas, a lo largo del río Roaring Fork a una altura justo por debajo de los 2400 metros sobre el nivel del mar de la Vertiente Occidental de Colorado, y a 18 km al oeste de la divisoria continental de América. Aspen forma parte del Área Estadística Micropolitana de Glenwood Springs (Colorado). 
Fundada como campamento minero durante el auge de la producción de plata en Colorado, y posteriormente bautizada como Aspen debido la abundancia de álamos temblones en la región, la ciudad floreció durante 1880. El boom acabó cuando la crisis económica de 1893 provocó el colapso del mercado de la plata. Durante el siguiente medio siglo, conocido como los años tranquilos, la población decreció considerablemente, alcanzando el punto más bajo en 1930 con menos de mil habitantes. La fortuna de Aspen se recuperó a mediados del siglo XX, cuando la cercana montaña de la localidad (conocida como montaña de Aspen) pasó a ser una estación de esquí y el industrial Walter Paepcke compró muchas propiedades y las remodeló en 1950. A día de hoy, Aspen es la sede de tres instituciones, dos de las cuales Walter Paepcke ayudó a fundar, y que tienen importancia a nivel internacional: el Festival y la Escuela de Música de Aspen, el Instituto de Aspen y el Centro de Física de Aspen.
A finales del siglo XX, Aspen se convirtió en un refugio popular para las celebridades. El periodista gonzo Hunter S. Thompson trabajaba en un hotel del centro y se presentó para optar al puesto de sheriff del condado. El cantante John Denver escribió dos canciones sobre Aspen poco después de establecerse en la localidad.

## Ciudades hermanadas
Las ciudades hermanadas son:
- Abetone Cutigliano, Italia
- Bariloche, Argentina
- Chamonix-Mont-Blanc, Francia
- Davos, Suiza
- Garmisch-Partenkirchen, Alemania
- Queenstown, Nueva Zelanda
- Shimukappu, Japón